# دنبیشر
دنبیشر (به انگلیسی: Denbighshire) یک شهرستان در ولز است. دنبیشر ۸۴۴ کیلومتر مربع مساحت دارد.